# Josef Engelhardt

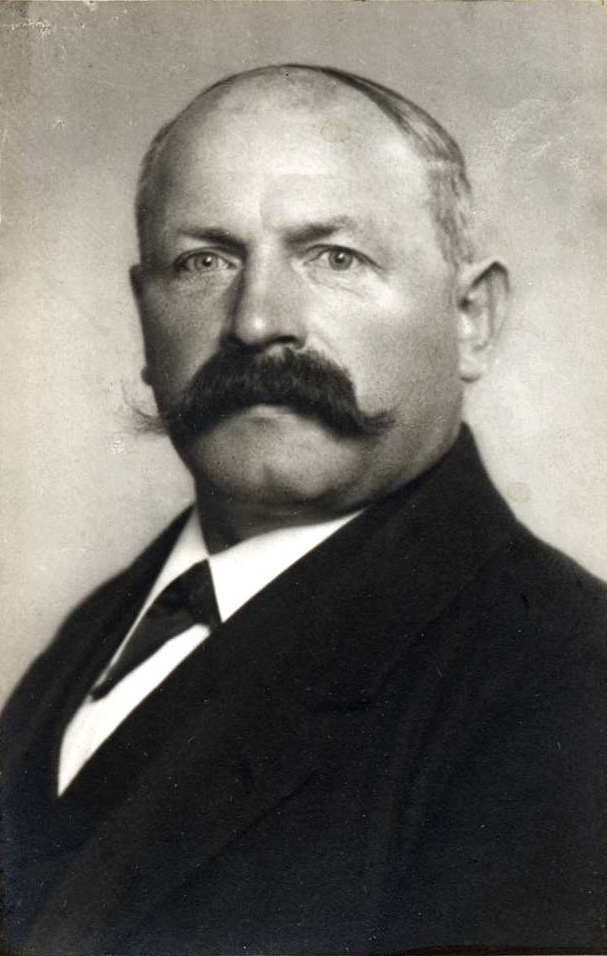
Josef Engelhardt

Josef Engelhardt (* 10. Februar 1872 in Nußbach; † 16. Dezember 1951 ebenda) war ein deutscher Landwirt und Politiker (Zentrum).

## Leben
Engelhardt, der beruflich als Landwirt tätig war, amtierte als Bürgermeister der Gemeinde Nußbach.
Engelhardt trat in die Zentrumspartei ein und war von 1913 bis 1918 Mitglied der Zweiten Kammer der Badischen Ständeversammlung im Großherzogtum Baden. Im Januar 1919 wurde er in die Verfassunggebende Landesversammlung der Republik Baden gewählt und im Anschluss war er bis 1933 ohne Unterbrechung Abgeordneter des Landtages der Republik Baden.